# Christian Strehlau
Christian Strehlau (ur. 13 czerwca 1971 w Miluzie) – francuski siatkarz, grający na pozycji środkowego. Zaliczył 10 występów w reprezentacji Francji.

## Sukcesy klubowe
Puchar Finlandii:
- 1997

Puchar Króla Hiszpanii:
- 2002

Mistrzostwo Hiszpanii:
- 2002

Puchar CEV:
- 2003

Mistrzostwo Włoch:
- 2003

Superpuchar Francji:
- 2004